# Гангстер, поліцейський, диявол
«Гангстер, поліцейський, диявол» (кор. 악인 전 ; RR: Ak-in-jeon) — це південнокорейський екшн-трилер 2019 року режисера Лі Вон Тхе. У фільмі зіграли Ма Дон Сок, Кім Му Йоль та Кім Сон Гю. Сюжет заснований на правдивій історії. Розповідь обертається навколо трьох персонажів: серійного вбивці, гангстера, який був майже жертвою вбивці, і копа, який хоче арештувати вбивцю. Поліцейський і гангстер вирішують об'єднати зусилля, щоб зловити вбивцю, але на роботі стикаються з проблемами відповідних ворогів. Фільм вийшов у кінотеатрі в Південній Кореї 15 травня 2019 року, а також був показаний у розділі «Опівночі» на Каннському кінофестивалі 2019 року, а також на Міжнародному кінофестивалі Фантазія 2019 року.

## Сюжет
На машину чоловіка збиває незнайомець, який вбиває його, коли він сідає, щоб сфотографувати збитки за вимогами страховки автомобіля. Юнг Текук — чесний поліцейський, який проходить місце злочину і підозрює, що це справа серійного вбивці, але старший йому не вірить.
Гангстер Джан Донг Су повертається додому після зустрічі, коли той самий вбивця б'є його машину і врешті намагається його вбити. Зав'язується жорстокий бій, в результаті якого обидва поранені. Нарешті, вбивця втікає, побивши Дон-Су своєю машиною. Донг Су потрапляє до лікарні, і його прихильники припускають, що напад вчинила суперницька банда, яку вони контратакували. Однак Донг Су вважає, що вбивця не був членом банди, що конкурував, оскільки його кроки здавалися випадковими і безцільними. Те-сук відвідує Донг-Су в лікарні і просить його співпрацювати, щоб він зміг зловити вбивцю за нього, але Дон-Су не відповідає. Натомість Дун Су наказує своїм людям знайти ескіз вбивцю, і їм вдається знайти його машину та ніж. Зрештою Донг Су повідомляє Те-Сук про знахідки, і вони вирішують об'єднатися, щоб зловити таємничого вбивцю. Дон-Су погоджується надати робочу силу та покрити витрати — але за умови, що вбивця належить тому, хто знайде його першим. Дон-Су хоче вбити його для помсти, тоді як Те-Сук хоче заарештувати його, щоб розкрити п'ять пов'язаних випадків вбивств, а потім врешті отримати підвищення.
Тим часом Донг Су наказує своїй правій людині Квону О-Сену вбити свого суперника Хе Санг-до ножем вбивці, на якому вже є відбитки крові попередніх жертв вбивці. Розлючений Те-Сук вступає в бійку з Донг Су, дізнавшись про те, що він зробив, оскільки вбивство підтверджується роботою серійного вбивці, і справа буде передана до загону великих справ. Дон-Су відвідує похорон Санг-До, де вбивця також виявляється, повідомляючи другому командиру Санг-До, що саме Дон-Су насправді вбив Санг-До ножем вбивці.
Коли Те-сук і Дун-Су перевіряють машину вбивці на наявність будь-яких доказів, на них нападають прихильники Санг-до. Зав'язується бійка, в результаті якої загинула права рука Санг-до. Донг Су його поховає і очищає місце події. Тепер Те-Суку доручено розслідувати справу про викрадення людей, і, вирішуючи це, він помічає вбивцю. Почалася погоня, але вбивця тікає. За допомогою криміналістичних тестів Те-сук виявляє вбивцю як зниклу людину. Він повідомляє про це Донг Су і дозволяє йому почути звуковий кліп, щоб підтвердити, що зникла людина стала вбивцею. Пізніше Донг Су допомагає школярці, даючи їй свій парасольку, і незабаром дізнається, що її вбили, а його парасольку знайшли на місці злочину. Вони починають шукати вбивцю і зрештою знаходять його в машині. У наступній погоні, вбивцеві вдається вбити О-Сенга, але остаточно схоплений і недієздатний Донг Су. Гангстер забирає вбивцю, щоб катувати і вбивати його, але Те-Сук відстежує їх і врізає свою машину в криївку, б'ючи Донг Су в непритомному стані та арештовуючи вбивцю.
Не маючи переконливих доказів проти вбивці, ім'я якого, як відомо, Кан Кенг-хо, Дун Су, будучи єдиним, хто вижив після його нападу, дає свідчення проти нього і доводить його винним у разі рубців, викликаних ударом Донг Су внаслідок самооборони демонструються на тілі Кюнг-хо. Суд засуджує Кюнг-хо до смертної кари; однак Донг Су також заарештований через його злочинну діяльність. Нарешті Те-сук отримує підвищення, поки Дон-Су переводиться до в'язниці, де також утримується Кенг-Хо — умова, яку Дон-Су просив виконати Те-Сук в обмін на свідчення, а потім його арешт. У в'язниці, поки Кюн-Хо приймає душ, Дун Су закриває кран і підходить до нього з посмішкою та мотузкою в руках.

## Актори
- Ма Дон Сок в ролі Джан Донг Су
- Кім Му Йоль[en] у ролі Юнга Те Сука
- Кім Сон Гю[en] в ролі Кан Кюн Хо
- Чхве Мін Чхоль[en] у ролі Квон О Сен
- Хан Дон Вон[ko] у ролі Чой Мун-сіка
- Ю Чже Мьон[en] як Хео Санг-до

## Випуск
Фільм отримав позитивні відгуки критиків. За даними Rotten Tomatoes, фільм має рейтинг 96 % на основі 27 відгуків. Консенсус критиків стверджує: "Дивна пара поліцейських-трилерів із трюком «Гангстер, поліцейський, диявол»  озповідає свою розважальну історію з поєднанням гумору та важких дій. На вебсайті агрегатора оглядів Metacritic фільм має середньозважену оцінку 65 із 100 на основі 7 критиків, що вказує на «загальносприятливі відгуки».
Леслі Фелперін з Ґардіан заявила: "хоча його остаточний акт руйнує довірливість, а структура трохи хитка, цей пульпний кримінальний трилер з Кореї все ще є справжнім ударом у голову. Як і багато інших жанрів, що родом із Сеулу та його передмістя, цей пробиває набагато вище своєї ваги винахідливою переробкою зношених сюжетних тропів та гладких цінностей виробництва " Джессіка Кіанг з Вараєті прокоментувала: «Корея дотепер домінує серед слотів для кінофільмів / жанрів на міжнародних фестивалях так важко, що важко не подивитися на» Гангстера, поліцейського, диявола "Лі Вон Те з точки зору його недоліки порівняно з такими, як «Потяг до Пусана», «Секретний агент», «Крик» і так далі. Але чого не вистачає цій кумедній, гладкій, але злегка забуваючій звареному активісту активіста з точки зору енергії, оригінальності та винахідливості справжньої корейської жанрової класики, це майже компенсує як демонстрацію міцної харизми зірки Дона Лі, він же Ма Дон Сок « Кері Дарлінг з» Х'юстонської хроніки  додав режисер / сценарист Лі Вон Тхе, для якого це лише друга режисерська робота, швидко рухається в темпі з цією грою в котів і мишок, демонструючи енергійну чутливість, яка провіщає новий голос на південнокорейській кіносцені. Не дивно, що «Гангстер, поліцейський, диявол», якого запросили на ігровий спектакль на нещодавно завершеному Каннському кінофестивалі, Голлівуд взяв на англомовний римейк із продюсером Сильвестром Сталлоне ".
Девід Ерліх з Indie Wire зазначив: « Широкими штрихами ця передумова вже досліджена до смерті, але» Гангстер, поліцейський, диявол "вдихає в неї нове життя, піднімаючи принаймні двох з трьох головних персонажів набагато вище їх архетипів. " Майкл Лідер з Little White Lies писав: "Хоча це не дико оригінально — азійське кримінальне кіно впродовж десятиліть видобуває ці незвичні команди та етичні двозначності — Гангстер, Коп, Диявол виконує свої звичні повороти зі стилем та захопленням. Експансивна електрична неонова антена знятий на початку фільму, міцно розміщує нас на території Майкла Манна, і махізма головних героїв фільму переливається в підсилену естетику режисера Лі Вон-Тей, від кричущих переходів сцени та монтажу до щедрих порцій повільного, хрусткого боріться з хореографією та саундтреком до рок-фільму. Фільм витончений, стильний та незмінно розважальний, але без головних виступів не було б нічого ". Річард Віттакер з The Austin Chronicle писав: "Так, це автокатастрофи, бойові послідовності та жартівливі жарти, але це поєднання, яке змусить вас нічого не здивлятись, не змикатись і не здивуватись у потрібних кількостях, і все це буде винесено з піщаним стилем. Це може трохи заколисувати у фіналі, але це лише налаштування однієї з найнижчих найкращих виплат за десятиліття ". Бен Тревіс з Empire писав: «Під енергетичною поверхнею не надто багато що відбувається, але здебільшого» Гангстер, Коп, Диявол «- це швидкий, розважальний трилер, підкріплений двома привабливими ведучими». Тревор Джонсон з Time Out дав фільму три зірки з п'яти, коментуючи "Цей м'язистий південнокорейський кримінальний трилер є неоновим освітленим котячим м'ятом для шанувальників жанру… Солідний, якщо не зовсім винятковий, Джейсон Горбер з /Film дав фільму 6,5 бала з 10, заявивши: "Це фільм із чудовою ідеєю і досить пристойним виконанням, де летять кулаки, розбиваються машини, і ви насправді піклуєтесь про задіяних персонажів . Трохи налаштувавши, особливо щодо персонажа Диявола, щоб зробити його (або її!) Більш холодним і переконливим, є можливість ще більше підняти анте і створити чудовий фільм. На даний момент у нас є чудова жанрова забава, фільм, який відразу викликає багату історію цього фільму з його знаковими типами персонажів, проте робить це з достатньою кількістю оригіналу та впевненості, щоб зробити Гангстера, Поліцейського та Диявола потужною власною казкою".